# 耶律斡臘
耶律斡臘（やりつ あつろう、生没年不詳）は、遼（契丹）の軍人。字は斯寧。奚迭剌部の出身。

## 経歴
敏捷で体力があり、騎射を得意とした。保寧初年、護衛に任じられた。保寧10年（978年）、景宗が頡山で狩猟したとき、草むらの中に隠れた大猪と出会い、景宗が射当てると、猪が突進してきた。御者の托満が馬の轡を捨てて避け、厩人の鶴骨がこれを助け、斡臘が猪を射て斃した。景宗はかれらを賞賛した。また赤山で狩猟したとき、鹿が角を立てて突進してきたが、隘路のため避けることができなかった。斡臘は身をもって立ち向かい、鹿の角をもって転倒させた。景宗は「朕は狩猟によって二たび危機に瀕したが、卿によって免れた。はじめて汝の心を見たことよ」と言った。斡臘は護衛太保に進んだ。
統和4年（986年）、枢密使の耶律斜軫の下で北宋の楊業の軍を山西で撃破した。統和13年（995年）秋、行軍都監となり、都部署の奚和朔奴の下で兀惹の烏昭度に対する征討にあたった。鉄驪に駐屯して馬を肥えさせること数カ月、兀惹城に進軍した。烏昭度が降伏を願い出たが、奚和朔奴は許さなかった。烏昭度は兀惹の兵を率いて死守し、つけいる隙を与えなかった。奚和朔奴は陥落させることができないと知ると、撤退を望んだ。副部署の蕭恒徳が功績のないまま撤退することを渋り、深入りして敵地を略奪してまわることを提案した。斡臘は「深入りすれば、おそらく得るもので失うものを償えません」と言って諫めたが、蕭恒徳は聞き入れず、東南に向かい、高麗の北境をめぐって帰還した。糧食の補給が続かず、多くの兵馬を死傷させた。聖宗の命により諸将の官は剥奪されたが、ただ斡臘だけが蕭恒徳に反対したことを評価されて罰を受けなかった。
まもなく同中書門下平章事を加官され、東京留守となった。開泰年間に死去した。

## 伝記資料
- 『遼史』巻94 列伝第24